# Pompeo Leoni

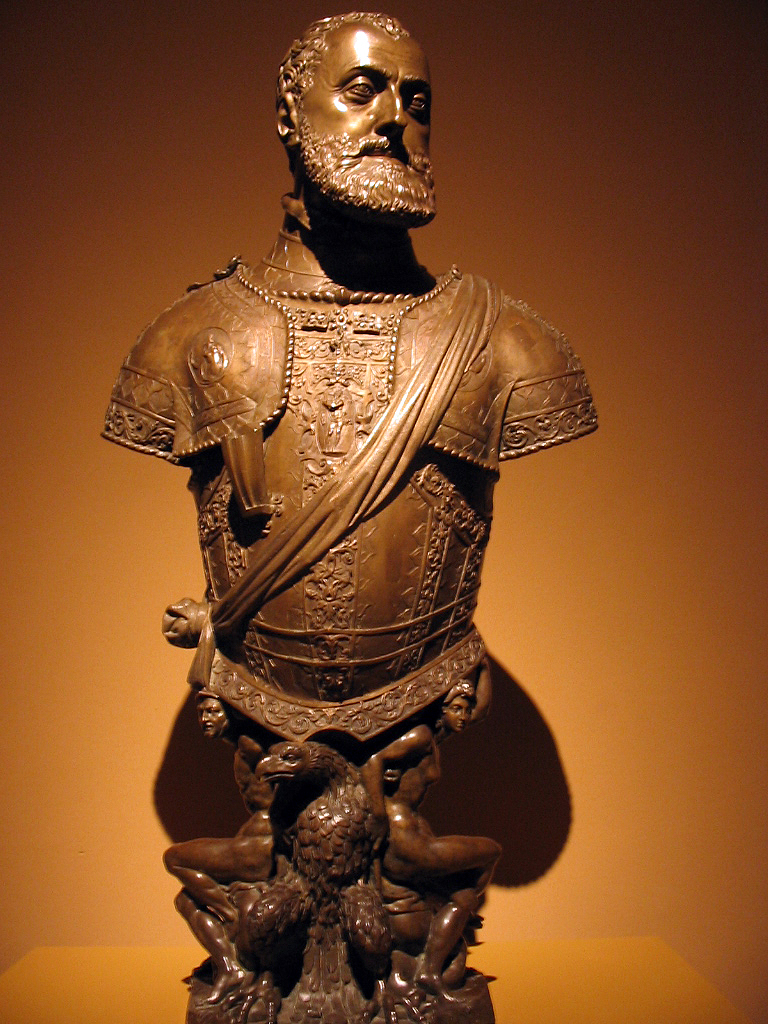
Retrat de Carles V

Pompeo Leoni (Ducat de Milà, c. 1533 - Madrid, 10 d'octubre de 1608) fou escultor renaixentista.

## Biografia
Fill del també escultor Leone Leoni, amb el qual va col·laborar al servei de la família reial espanyola. De família originària d'Arezzo, es va establir a Milà i el 1556 es va traslladar a Espanya per dedicar-se als encàrrecs de la cort espanyola, on va romandre fins a la seva defunció.
Amb el seu pare va treballar al seu principal encàrrec, el grup escultòric d'estàtues orants de Carles V i la seva família per a l'església del Monestir de l'Escorial, continuant amb el seu estil després de la seva mort. Entre els assistents a Pompeo es troba Adriaen de Vries, que va treballar principalment des de Milà.
De gran influència a l'escultura espanyola de l'època, va ser mestre del seu fill Miquel Ángel Leoni i d'altres escultors i orfebres com Juan de Arfe, Millán Vimercado, Baltasar Mariano, Antonio de Morales i Martín Pardo, els quals van col·laborar als panteons imperials del Monestir de l'Escorial. Escultor manierista, la seva obra anuncia l'arribada del barroc.
Posseïa importants dibuixos de Leonardo da Vinci, que posteriorment van passar a col·leccions estrangeres, així com una Sagrada Família de Parmigianino (Museu del Prado, Madrid). El museu madrileny allotja algunes de les seves millors escultures, al claustre dels Jerònims remodelat per Rafael Moneo.

## Obra
- Retrat de Carles V,en col·laboració amb el seu pare.
- Carles V i el Furor (Museu del Prado).
- Sepulcre de l'inquisidor i arquebisbe de Sevilla Fernando de Valdés realitzat entre 1576 i 1582 en alabastre a la Col·legiata de Santa Maria la Major a Salas (Astúries).
- Retaule major de la Basílica del Monestir de l'Escorial.
- Grups monumentals del mausoleu de Carles V i de Felip II (Monestir de l'Escorial. Realitzat en part a Milà, l'encaix es va realitzar a la Basílica reial el 1587.
- Sepulcre del Cardenal Espinosa dels Monteros. Església parroquial de Martín Muñoz de las Posadas (Segòvia).
- Estàtua orant de la princesa Joana. Monestir de les Descalces Reials (Madrid).[1]
- Retrat de Felip II en marbre (Museu Metropolità de Nova York).
- Escultures del primer duc de Lerma i la seva esposa (Museu Nacional Col·legi de San Gregori a Valladolid).